# Barbie als de Eilandprinses
Barbie als de Eilandprinses (Engels: Barbie as the Island Princess) is de elfde digitale animatie- en direct-naar-video-film van Barbie en de tweede musical. De film kwam uit op 18 september 2007 en werd geregisseerd door Greg Richardson. Barbie vertolkt hierin de rol van Ro, een meisje dat als kind strandde op een onbewoond eiland. Daar groeide ze op samen met haar vrienden Tika de olifant, Azul de pauw en Sagi de rode panda. Alles verandert wanneer prins Antonio het eiland ontdekt en haar meeneemt naar de bewoonde wereld.

## Plaats binnen de Barbiefilms
| Vorige film                                      | Volgende film                                               |
| ------------------------------------------------ | ----------------------------------------------------------- |
| Barbie Fairytopia: Magie van de Regenboog (2007) | Barbie: Mariposa en haar vlinderachtige feevriendjes (2008) |

## Soundtrack
De muziek werd gecomponeerd door Arnie Roth en werd uitgevoerd door het Czech Philharmonic Chamber Orchestra. Daarnaast stond Megan Cavallari in voor de originele songs en Amy Powers en Rob Hudnut voor de songteksten. Voor de Nederlandstalige versie werd de zang van Ro vertolkt door Cystine Carreon en die van prins Antonio door Rolf Koster.
| Nr. | Liedjes                     | Uitvoering | Engelse uitvoering                                                                                           |
| --- | --------------------------- | --- | --- |
| 1.  | Hier op mijn eiland         | Cystine Carreon (Ro), Frans Limburg (Azul), Olaf Wijnants (Sagi) & Monique van der Ster (Tika) | Melissa Lyons (Ro), Steve Marvel (Azul), Christopher Gaze (Sagi) & Susan Roman (Tika)                        |
| 2.  | Hier in mijn armen          | Cystine Carreon (Ro) | Melissa Lyons                                                                                                |
| 3.  | Nieuwe onbekende kust       | Rolf Koster (prins Antonio), Cystine Carreon (Ro), Frans Limburg (Azul), Olaf Wijnants (Sagi) & Monique van der Ster (Tika)                                                                              | Alessandro Juliani, Melissa Lyons, Steve Marvel, Christopher Gaze & Susan Roman                              |
| 4.  | Ik wil het antwoord weten   | Rolf Koster (prins Antonio) & Cystine Carreon (Ro) | Alessandro Juliani & Melissa Lyons                                                                           |
| 5.  | Liefde is voor pummels      | Carolina Mout (koningin Ariana) & Nicoline van Doorn (prinses Luciana) | Andrea Martin (koningin Ariana) & Candice Nicole (prinses Luciana)                                           |
| 6.  | Hier in mijn armen          | Cystine Carreon (Ro) | Melissa Lyons                                                                                                |
| 7.  | Op zo'n bal                 | Cystine Carreon (Ro), Lizemijn Libgott (Tallulah), Frans Limburg (Azul), Olaf Wijnants (Sagi) & Monique van der Ster (Tika)                                                                              | Melissa Lyons, Bets Malone, Steve Marvel, Christopher Gaze & Susan Roman                                     |
| 8.  | Het rattennummer            | Carolina Mout (koningin Ariana), Dieter Jansen (Nat) & Fred Meijer (Pat) | Andrea Martin, Scott Page-Pagter & Ian James Corlett                                                         |
| 9.  | Altijd meer                 | Cystine Carreon (Ro) | Melissa Lyons                                                                                                |
| 10. | Hier in mijn armen (Reünie) | Cystine Carreon (Ro) & Marjolein Spijkers (koningin Marissa) | Melissa Lyons & Kate Fisher                                                                                  |
| 11. | We hebben liefde            | Nicoline van Doorn (prinses Luciana), Marjolein Spijkers (koningin Marissa), Lizemijn Libgott (Tallulah), Frans Limburg (Azul), Olaf Wijnants (Sagi), Cystine Carreon (Ro) & Rolf Koster (prins Antonio) | Candice Nicole, Kate Fisher, Bets Malone, Steve Marvel, Christopher Gaze, Melissa Lyons & Alessandro Juliani |
| 12. | I need to know              | Cassidy Ladden | Cassidy Ladden                                                                                               |

## Rolverdeling
| Personage                    | Nederlandse stemmen  | Engelse stemmen    |
| ---------------------------- | -------------------- | ------------------ |
| Ro                           | Laura Vlasblom       | Kelly Sheridan     |
| Zang Ro                      | Cystine Carreon      | Melissa Lyons      |
| Sagi                         | Olaf Wijnants        | Christopher Gaze   |
| Azul                         | Edward Reekers       | Steve Marvel       |
| Zang Azul                    | Frans Limburg        | Steve Marvel       |
| Tika                         | Anneke Beukman       | Susan Roman        |
| Zang Tika                    | Monique van der Ster | Susan Roman        |
| Prins Antonio                | Rolf Koster          | Alessandro Juliani |
| Koningin Ariana              | Carolina Mout        | Andrea Martin      |
| Prinses Luciana              | Jannemien Cnossen    | Candice Nicole     |
| Zang prinses Luiciana        | Nicoline van Doorn   | Candice Nicole     |
| Tallulah                     | Jannemien Cnossen    | Bets Malone        |
| Zang Tallulah                | Lizemijn Libgott     | Bets Malone        |
| Koningin Marissa             | Marjolein Spijkers   | Kate Fisher        |
| Nat                          | Dieter Jansen        | Scott Page-Pagter  |
| Pat                          | Fred Meijer          | Ian James Corlett  |
| Koning Peter                 | Erik Koningsberger   | Russell Roberts    |
| Koningin Daniëlle & Mama Big | Tanneke Hartzuiker   | Patricia Drake     |
| Frazer & Calvin              | Marcel Jonker        | Garry Chalk        |
| Bewaker                      | Marcel Jonker        | Terry Klassen      |
| Royal Butler                 | Ruud Drupsteen       | Terry Klassen      |
| Lorenzo                      | Ruud Drupsteen       | Brian Drummond     |
| Sofia                        | Eva Poppink          | Chantal Strand     |
| Tiny                         | Eva Poppink          | Kathleen Barr      |
| Rita                         | Lizemijn Libgott     | Britt McKillip     |
| Gina                         | Marlies Somers       | Carly McKillip     |
| Royal Minister & Paard       | Sander de Heer       | Terry Klassen      |

## Nederlandse productie
- Vertaling - Hilde de Mildt
- Regie dialoog - Bert Marskamp
- Regie zang - Laura Vlasblom
- Techniek - Bert Marskamp
- Mixage - Jens Ryberg
- Productie - Holanda Lazic

## Overige informatie
- Elke Barbiefilm komt met een bepaalde moraal. Bij deze film is dat: 'There may be miracles awaiting, they may be closer than we know, when we have love to guide us as we go.'